# Палац шекінських ханів
Палац шекінських ханів (азерб. Şəki xan sarayı) — колишня резиденція шекінських ханів, розташована в Азербайджані, в місті Шекі, нині — музей. Пам'ятник історії та культури світового значення, що входить до складу державного історико-архітектурного заповідника «Юхари баш»
Шекі, одне з історичних міст Азербайджану, розташоване на мальовничому рельєфі. Верхня історична частина міста, так звана «Юхари баш», нині оголошена заповідною зоною. Тут розташовані стара цитадель Шекі і палац шекінських ханів. Будівля палацу, побудованого в XVIII столітті в перському стилі розташована в піднесеній північно-східній частині міста на території, огородженій фортечними стінами.
Палац шекінських ханів, який вважається однією з найцінніших пам'яток архітектури XVIII століття Азербайджану, був побудований в 1797 році архітектором Хаджі Зейналабдіном з Шираза. Палац, який свого часу входив в комплекс палацових споруд і служив резиденцією шекінських ханів, є двоповерховою будівлею. Фасад палацу має підйомні ґратчасті рами з набором шебек — дрібних кусочків кольорового скла. Різнобарвний малюнок шебек барвисто доповнює розписи, що покривають стіни палацу.
Архітектура палацу тісно пов'язана з житловою архітектурою Азербайджану, що говорить про те, що будівельники в своїй творчості використовували традиції народної архітектури, розробивши і збагативши їх, але не змінивши їхнього загального характеру. Згідно даних архівних матеріалів, палац був збудований Мухаммед-Гасан-ханом.
У другій половині XVIII століття в Шекінському ханстві високого розвитку досягло мистецтво живопису, що безпосередньо пов'язане з архітектурою і будівництвом. Всі значні архітектурні споруди в місті Шекі, оздоблені стінним розписом, що був в той час найпопулярнішим видом живописної техніки.
Свідченням тому і є зразки живопису з палацу шекіських ханів, що збереглися до наших днів і не втратили своєї художньої виразності. Настінні розписи присвячувалися різним темам: сценам полювання на диких звірів, битв, рослинні і геометричні орнаменти, малюнки, створені за мотивами «Хамсі» геніального азербайджанського поета Нізамі Гянджеві, сцени з палацового життя, побутові замальовки з селянського життя. В основному застосовувалися такі кольори, як синій, червоний, золотистий, жовтий. На плафоні залу в палаці шекінських ханів зашифровано ім'я талановитого живописця Аббас-Кулі. Слід зазначити, що стіни палацу не раз реставрували, і тому тут можна зустріти розписи, зроблені майстрами, що жили в різний час.
Палац завдовжки близько 30 метрів, складається з двох поверхів загальною площею близько 300 м². У палаці всього 6 кімнат, 4 коридори і 2 дзеркальних балкона. Всі вікна і двері палацу майстерно зібрані зі шматочків дерева і кольорового венеціанського скла. Так що світло, що проникає всередину палацу, відливає усіма барвами веселки: червоним, жовтим, блакитним, зеленим.
Кожна кімната палацу не схожа на іншу, і майстерно оброблена. Всі стіни і стелі розписані слайдами: тут і міфічні птах в райському саду, незвичайні квіти і тварини. Причому, натуральні фарби, використовувані при створенні малюнків, до сих пір приводять відвідувачів в захват своїми яскравими барвами. Таке оформлення говорить про те, що в другій половині XVIII ст в Шекінському ханстві мистецтво живопису досягло високого розвитку, і настінний розпис був вельми популярним.
Слід зазначити, що мініатюри кожної кімнати мають свій сенс. Наприклад, кімнати першого поверху — для гостей — демонструють багатство і могутність хана. На стінах і стелях зображені дерева, квіти, тварини і птахи — символи родючості, благородного походження.
Другий поверх розділений на дві частини — жіночу і чоловічу. Жіноча половина розписана квітами і східними орнаментами.
У чоловічій частині розташований зал для прийому гостей. Це найбагатша кімната палацу. Мініатюри на стінах демонстрували військову міць ханства, його ставлення до друзів і ворогів. За ним можна простежити всю історію Шекінського ханства: зброя ханських військ та їхніх ворогів, одяг, прапори, військові звичаї і багато іншого. Присутні також сцени полювання на слонів, рідкісних птахів, навіть на дракона. Стеля кімнати розписаний зображеннями ханського герба і різних символів.
Перед палацом свого часу був розбитий чудовий сад, від якого залишилися тільки дві гігантські гіллясті чинари — ровесниці палацу.